# Сидос, Пьер
Пьер Сидос (фр. Pierre Sidos; 6 января 1927, Сен-Пьер-д'Олерон — 4 сентября 2020, Байё) — французский ультраправый политик, идеолог крайнего национализма и антисемитизма. Основатель неофашистских организаций «Молодая нация» и «Французское дело».

## Семейная политическая традиция
Отцом Пьера Сидоса был Франсуа Сидос — ветеран Первой мировой войны, участник Верденского сражения, впоследствии активист роялистской лиги Патриотическая молодёжь (её лидером был Пьер Теттенже). В семье были сильны также бонапартистские настроения.
В силу крайне правых взглядов Франсуа Сидос поддержал режим Виши. Он стал одним из руководителей коллаборационистской милиции, близким сотрудником Жозефа Дарнана. В 1946 году Франсуа Сидос был казнён за измену и расправы с участниками Сопротивления.
Судьба отца во многом определила политическую биографию Пьера Сидоса. Сам он полностью разделял взгляды отца, состоял в молодёжных организациях Виши и профашистской партии Franciste, восхищался Франко, Дегреллем, Гитлером (при том, что брат Жан погиб в боях с немцами).
В 1946—1949 Сидос-младший отбывал заключение за коллаборационизм. Работал на деревообрабатывающем заводе, занимался самообразованием.

## Воссоздание правоэкстремистской структуры
В 1949 году братья Сидос — Пьер, Жак, Франсуа-младший — создали организацию Jeune Nation («Молодая нация»). Первоначально предполагалось назвать La Jeune Garde — «Молодая гвардия», но этот вариант был отклонён из-за коммунистических аллюзий.
Идеология Jeune Nation отличалась крайним национализмом, антикоммунизмом и антилиберализмом. Эмблемой являлся кельтский крест, символ европейского неофашизма.

Во время войны я видел кельтский крест у национальных добровольцев, которые защищали и спасали людей во время бомбардировок. В тюрьме и я нарисовал кельтский крест — круг, окружающий крест. Он символизирует солнце, возрождение, жизнь. Я не думал, что шестьдесят лет спустя он появится в Москве.

Пьер Сидос

Организация откровенно апологетировала режим Виши и маршала Петэна. Занимала жёстко антикоммунистические позиции, совершала нападения на коммунистов. Так, Жак Сидос с группой активистов перехватил грузовик ФКП с грузом газет L’Humanité, который был сброшен в Сену. В ноябре 1956 года, в знак протеста против подавления Венгерской революции сотня активистов Jeune Nation атаковала штаб-квартиру компартии в Париже. Было совершено нападение и на посольство США за американскую поддержку алжирского антиколониального движения.
В мае 1958 года, после серии взрывов и актов насилия, Jeune Nation была запрещена как экстремистская организация. До 1962 структура действовала в подполье. В октябре 1958 Сидос и его единомышленники учредили Националистическую партию, которая полностью скопировала программные установки «вишизма» и «Молодой нации».
Националисты Сидоса активно участвовали в движении за сохранения французского колониального владычества над Алжиром. За уличные беспорядки уже в феврале 1959 партия была запрещена циркуляром МВД Франции. Пьер Сидос примкнул к ОАС. В 1961 году он привлекался к уголовной ответственности за причастность к военно-террористическому заговору Рауля Салана, но расследование не установило его активной роли.

## Идеология «неопетэнизма». Отвод от президентских выборов
В 1968 году Сидос выступил главным учредителей праворадикального движения «Запад» (среди активистов были Жерар Лонге, Ален Мадлен, Ален Робер, Жан-Жиль Мальяракис). Но вскоре Сидос вышел из им же основанной организации в результате конфликта с другими активистами. Тогда же создал под своим руководством организацию L'Œuvre française — «Французское дело» (семантически название перекликалось с Action française — «Французское действие» Шарля Морраса). Программа и политика L'Œuvre française в наибольшей степени отразили взгляды Пьера Сидоса: апология националистической диктатуры, крайний социальный консерватизм и патернализм, оправдание петэновского коллаборационизма, воинствующий антимарксизм, антисемитизм, отвержение демократии и парламентаризма. Идейное влияние Сидоса проявилось и в программе Федерации национального и европейского действия, созданной в 1966 году.
Сидос пытался выдвинуть свою кандидатуру на президентских выборах 1969, однако был отведён Конституционным советом по формальному основанию ненадлежащего оформления собранных подписей. Пропаганда «Французского дела» объявила решение незаконным и связала его с «еврейским происхождением» некоторых членов Конституционного совета. Правовая обоснованность отклонения кандидатуры Сидоса действительно вызывает некоторые сомнения. Однако решение мотивировалось не национальными, а политическими соображениями — участие в президентских выборах откровенного сторонника коллаборационизма, сына вишиста, казнённого за измену, считалось неприемлемым.

## Политическая изолированность. Сложные отношения с Национальным фронтом
Пьер Сидос претендовал на руководящую роль во французском крайне правом движении. Он отказывался сотрудничать с Республиканским альянсом, движением «Третий путь», Национальным фронтом. Заключаемые коалиции оказывались неустойчивыми. Лидерские амбиции привели Сидоса к политической изоляции. На первые роли среди ультраправых вышли такие деятели, как Жан-Луи Тиксье-Виньянкур, Жан-Жиль Мальяракис, Жан-Мари Ле Пен.
Только в 1996 году Сидос выступил в поддержку Национального фронта. Он высказался в поддержку кандидатуры Жан-Мари Ле Пена на следующих президентских выборах, однако сделал оговорку в том смысле, что «Французское дело» в принципе отрицает выборность властей и потому её члены не получили однозначной установки по голосованию. В то же время, немало членов L'Œuvre française одновременно вступили в Национальный фронт. Это вызвало недовольство Марин Ле Пен, которая негативно относилась к сотрудничеству с организацией, оправдывающей коллаборационизм и в принципе отрицающей демократию. Летом 2010 года отношения между организациями обострились. Заместителя Сидоса по организации Иван Бенедетти был фактически исключён из Национального фронта. Со своей стороны, Сидос критически отзывался о Марин Ле Пен, сомневаясь в способности женщины предложить ответственную политическую программу.

## Отход от лидерства. Запрещение «Французского дела»
В феврале 2012 года 85-летний Пьер Сидос уступил Ивану Бенедетти председательство в L'Œuvre française.
24 июля 2013 года организация была распущена распоряжением МВД — за расизм, ксенофобию, антисемитизм, отрицание Холокоста и апологию режима Виши. Непосредственным толчком к запрещению ультраправого «Французского дела» — наряду с Националистической революционной молодёжью и Третьим путём Сержа Аюба — стало убийство леворадикального студента Клемента Мерика в столкновениях 5 июня 2013 года.

## Значение во французской политике
Политическая роль Пьера Сидоса выразилась прежде всего в том, что под его руководством крайне правая структура организовалась уже в конце 1940-х годов. Таким образом была обеспечена непрерывность данной традиции во французской политике, а Сидос приобрёл личный авторитет в соответствующих кругах.
В то же время политическая активность Пьера Сидоса не отличалась эффективностью и результативностью. Причина не только в завышенных персональных амбициях, но и в догматизме его идеологии, упорном стремлении продолжать наследие Петэна, ультраконсервативную «линию Виши», восходящую к довоенному роялизму. Эти идеи, потерпевшие провал ещё в 1930—1940-х, не могли конкурировать с более органичным для французской политики ультраправым радикализмом Тиксье-Виньянкура, Мальяракиса, Ле Пена и Аюба.